# (1848) Delvaux
(1848) Delvaux – planetoida z grupy pasa głównego asteroid okrążająca Słońce w ciągu 4,87 lat w średniej odległości 2,87 au Odkrył ją Eugène Delporte 18 sierpnia 1933 roku w obserwatorium w Uccle. Nazwa planetoidy pochodzi od bratowej G. Rolanda – astronoma z Uccle.